# Институтка (песня)
«Институтка», или «Чёрная моль», — эмигрантская песня в жанре жестокого романса, появившаяся в Париже, по одним сведениям, в 1930-е годы, по другим — приблизительно в 1950-е годы.

## История
Автор текста — поэтесса и художница Мария Николаевна Волынцева (1898, Санкт-Петербург — 1980, Ленинград). Она росла в артистической среде, её родственники были широко известны в мире театра, некоторые из них лично общались с Иваном Тургеневым и Львом Толстым.
Мария была студенткой Павловского женского института в Санкт-Петербурге, но обучение ей пришлось прервать. После Октябрьской революции Мария вместе с отцом и тётей эмигрировала из России. М. Н. Волынцева больше известна как Мария Вега. Псевдоним, отсылающий к самой яркой звезде Вега из созвездия Лира, придумал для неё отец во Франции. Когда проходили летние Олимпийские игры 1924 года в Париже, Мария приняла участие в конкурсе искусств по живописи под именем княгини Марии Нижарадзе, поскольку её первый муж был из грузинского дворянского рода . Олимпийской медали ей на этих Играх завоевать не удалось.
Хотя к изобразительному искусству Мария Вега  постоянно сохраняла интерес, гораздо большую известность она приобрела не как художница, а как автор нескольких романов, пьес и сборников стихотворений. Песня на её стихи «Чёрная моль» («Институтка») была известна в Париже 1930-х годов. Буквальной автобиографичности в тексте нет, но известно, что в 1920 году Мария и её отец вместе с остатками Белой армии, оказались в Крыму, откуда они перебрались сначала в Турцию, а затем во Францию. Превратности судьбы бывших институток, живущих в эмиграции, Мария отчётливо себе представляла. Звезда русских кабаре Парижа и Голливуда Людмила Лопато в своих мемуарах «Волшебное зеркало воспоминаний», записанных искусствоведом Александром Васильевым, называет Марию Вега автором многочисленных комических песенок и жестоких романсов из репертуара русских кабаре тех лет, подчёркивая популярность надрывного романса «Не смотрите вы так сквозь прищуренный глаз…». Для одного из парижских благотворительных вечеров «В гостях у Людмилы Лопато» Мария Вега написала сценарий.
Выросшая в артистической среде Мария любила театр, что звучит в её стихах:

Играли все в той снеговой стране.

Играл актер, и вторил зритель каждый.

Когда ушли с котомкой на спине,

В чужих краях, одной томимы жаждой,

Играли мы комедию. Во сне

Летели в рой, рассыпанный однажды,

Как горсть золы, среди могильных плит.

Играть всю жизнь нам русский рок велит.

В Русском театре Парижа в 1950-е годы ставились пьесы Марии Веги «Великая комбинаторша» «Король треф» «Суета сует» «Ветер», к которым она своими руками делала декорации. Её пьеса «Великая комбинаторша» в дальнейшем была поставлена в СССР на Всесоюзном радио.
Марию иногда называли автором как слов, так и мелодии «Институтки», но чаще, наоборот, публикации нот и текста сопровождались комментарием: «Слова и музыка неизвестных авторов». В разных песенных сборниках варьировались не только слова куплетов с припевом, но и само название — «Синяя моль», «Тёмная моль», «Фея из бара», «Не смотрите вы так…» и другие. Различные источники по-разному определяют и жанр этого произведения — белогвардейский или  жестокий романс, эмигрантская, народная или блатная песня.
Если в 2014 году администратор музыкальной соцсети "На Завалинке" утверждал: ...песня на стихи Марии Веги (Волынцевой) «Черная моль» («Институтка») была очень популярна в Париже в 30х годах..., то в 2017 году он решил высказать сомнение по поводу авторства этой знаменитой песни из якобы «эмигрантского» репертуара и сформулировал альтернативную точку зрения — Мария Вега не могла быть автором «Институтки».

## Исполнение
Сохранилась архивная запись Владимира Высоцкого, сделанная у Андрея Синявского в 1961 или 1963 году. Но о концертных исполнениях сведений не сохранилось.
Самые первые известные в СССР исполнения, датируемые серединой 1970-х годов, принадлежат Аркадию Северному и культовой певице «советского подполья» Вале Сергеевой. Они наиболее проникновенно передавали настроение песни, которая считалась долгое время фактически запрещённой для публичных выступлений.
В 1981 году Михаилу Гулько в альбоме «Синее небо России»  удалось закрепить «каноническое» звучание «Институтки».
В 1982 году ремейк «Институтки», исполненный Инарой Гулиевой в фильме «Восточный рубеж» вызвал всплеск новой популярности этого романса. Переделанные слова песни приобрели особую пикантность в историко-приключенческом фильме, где по его сюжету на советско-китайской границе наши пограничники раскрывают провокации, в которых активно участвуют белоэмигрантские круги.
С 1983 года в театре «У Никитских ворот» постоянный зрительский успех имеет музыкальный спектакль Марка Розовского «Песни нашего двора». Разные артисты театра исполняют в нём «Чёрную моль», например, Александр Вилков превращал своё исполнение песни в иронично-пародийное представление.
В дискографии 2004 года среди выпусков «Шедевры гавани» регулярной передачи «В нашу гавань заходили корабли» на ВГТРК было записано исполнение «Чёрной моли» Ларисой Крыловой.
Многие современные известные певицы и певцы, например, Татьяна Тишинская, Лайма Вайкуле, Алёна Апина, Ирина Дубцова, Любовь Успенская,  Надежда Бабкина, Ольга Павенская, Юлия Борисевич и Бэнд, Михаил Кизин, Лариса Макарская, Виктория Шелюхина, Настасья Самбурская и другие включают в свой  репертуар «Институтку», часто сопровождая пение театральными инсценировками.

## Текст
Фрагмент песни на стихи Марии Веги:
Не смотрите вы так сквозь прищуренный глаз,

Джентльмены, бароны и леди.

Я за двадцать минут опьянеть не смогла

От бокала холодного бренди.

Ведь я институтка, я дочь камергера,

Я чёрная моль, я летучая мышь.

Вино и мужчины — моя атмосфера.

Приют эмигрантов — свободный Париж! 

См. полный текст
Фрагмент романса Ольги из фильма «Государственная граница. Восточный рубеж»:
Не смотрите вы так осуждающе все

На кривлянья голодной кокотки.

Я за двадцать секунд опьянела совсем

От стакана банановой водки.

Ведь я институтка, я дочь камергера —

Вот осколок былого, кровавый рубин.

Теперь сутенёры — моя атмосфера.

Привет, эмигранты! Свободный Харбин! 

См. полный текст

## Видеозаписи
- Аркадий Северный — Чёрная моль на YouTube
- «Чёрная моль». Поёт Валя Сергеева на YouTube
- Ремейк «Институтка». Поёт Инара Гулиева в фильме 1982 года «Государственная граница»[2].